# 前川 (潮来市)
前川（まえかわ）は、茨城県潮来市を流れる河川。

## 地理
茨城県潮来市の市内を横断するように流れており、西は常陸利根川、東は北浦に合流する。

## 流域の自治体
- 茨城県潮来市

## 橋梁

### 十二橋
古くから水郷として栄え、水運が交通手段だった潮来では、水路に人が行き来するために通る小さな橋が数多く架けられていた。このような橋が12箇所あることから十二橋と呼ばれている。
現在はサッパ舟と呼ばれる舟に乗り川をめぐる「十二橋めぐり」が観光としてある。十二橋めぐりには香取市佐原の「加藤洲十二橋めぐり」と潮来市前川の「前川十二橋めぐり」の2つがあり、前川十二橋めぐりでは、前川に架かる12の橋を巡ることができる。また、6月の水郷潮来あやめまつりの期間中は、会場の水郷潮来あやめ園（旧称：前川あやめ園）に咲く花菖蒲を船上から観賞することができる。 
十二橋の橋一覧
- 前川水門橋
- あやめ橋
- 雨情橋
- 思案橋
- 水雲橋
- 潮音橋
- 天王橋
- 出島橋
- まこも橋
- 千石橋
- 上米橋
- 前川橋

- 水郷潮来あやめ園
- 前川水門橋
- 嫁入り舟と水雲橋（2022年6月）
- 十二橋めぐり乗船場と遊覧船
- 十二橋めぐり遊覧船
- 津軽河岸あと広場乗船場